# Hugh the Drover
Hugh the Drover är en engelsk opera i två akter med musik av Ralph Vaughan Williams och libretto av Harold Child.

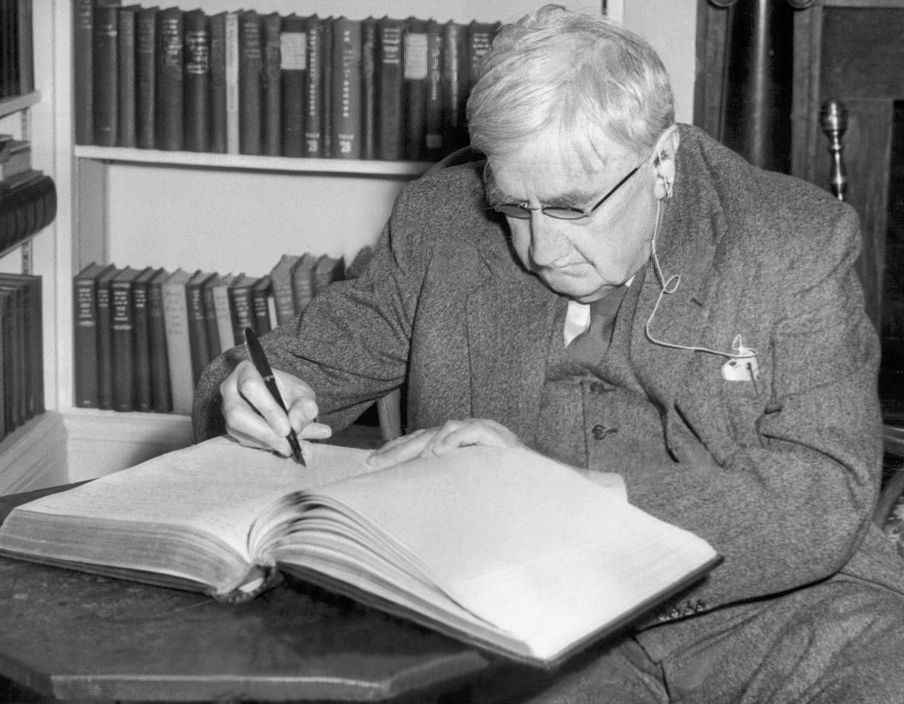
Ralph Vaughan Williams

## Historia
Vaughan Williams attraherades mycket av den långsamma rytmen och stillheten som rådde på den engelska landsbygden. I sin opera ville han skildra detta, men tyvärr så anammade librettisten Harold Child en mer klichéartad synvinkel och gjorde persongalleriet i librettot mer som karikatyrer än verkliga karaktärer. Tonsättaren försökte ändra texten men blev aldrig riktigt nöjd med resultatet, trots att han påbörjade arbetet med operan redan 1910. Operan uruppfördes den 4 juli 1924 på Royal College of Music i London.

## Personer
- Mary (sopran)
- Tant Jane (mezzosopran)
- Djurfösaren Hugh (tenor)
- Slaktaren John (baryton)
- Sergeanten (baritone)
- Polisen (bas)
- Nasaren (tenor)
- Skaldjursförsäljaren (bas)
- Violförsäljaren (sopran)
- Showmannen (baryton)
- Balladsäljaren (tenor)
- Susan (sopran)
- Nancy (mezzosopran)
- William (tenor)
- Robert (baryton)
- Turnkey (tenor)
- Dåren (tenor)
- Barägaren (baryton)

## Handling
Cotswolds, 1812

### Akt I
På ett litet bytorg pågår en marknad. Mary sjunger sorgset om sitt förestående giftermål med slaktaren John. Han är den starkaste och rikaste mannen i stan men hon älskar honom inte. När djurfösaren Hugh anländer till byn och träffar på Mary är det kärlek vid första ögonkastet. När han frågar henne om hon vill följa med honom på hans resor accepterar hon direkt. Då John får reda på detta utmanar han Hugh till strid. John förlorar och hämnas genom att anklaga Hugh för att vara en fransk spion. Mary har bara hån till övers för sådant dumprat, men de patriotiska byborna är inte övertygade och Hugh sätts i fängelse av Marys fader polisen.

### Akt II
Tidigt nästa morgon stjäl Mary nycklarna till fängelset och friger Hugh. John har med sig blommor till Mary och när han upptäcker att hon inte är hemma beger han sig till fängelset. Där upptäcker han till sin förskräckelse att Mary har låst in sig hos Hugh. Soldaterna anländer och John ber dem att anklaga Hugh för förräderi, men sergeanten känner igen sin gamle vän Hugh och lovar att göra folk av honom. Byborna ber Hugh om ursäkt och ber honom att stanna, men han gillar inte stadsliv utan föredrar det karga livet på landet. Tillsammans med Mary ger han sig av.